# Gare de Chaumont
Gare de Chaumont – stacja kolejowa w Chaumont, w departamencie Górna Marna, w regionie Grand Est, we Francji.
Stacja została otwarta w 1857 przez Compagnie des chemins de fer de l’Est. Obecnie należy do Société nationale des chemins de fer français (SNCF), jest obsługiwana przez pociągi Intercités, TER Champagne-Ardenne i TER Bourgogne.